# Xyris kibaraensis
Xyris kibaraensis là một loài thực vật hạt kín trong họ Hoàng đầu. Loài này được Lisowski miêu tả khoa học đầu tiên năm 1999.